# Beatrica I., burgundska grofica
Beatrica I. (fra. Béatrice; 1143. – 15. studenoga 1184.) bila je grofica i kraljica Burgundije, kraljica Rimljana i Italije, kraljica Njemačke i carica. 
Bila je jedino dijete grofice Agate Lorenske i njezina muža, grofa Renauda III. Burgundskoga.
Udala se za cara Fridrika I. 9. lipnja 1156. u Würzburgu. Njihova su djeca:
- Beatrica, zaručnica kralja Vilima II. Sicilskog
- Fridrik V. Švapski
- Henrik VI.
- Fridrik VI. Švapski
- kći
- Oton I. Burgundski
- Konrad II. Švapski[3]
- Renaud
- Vilim
- Filip Švapski[4]

Beatricu je okrunio protupapa Paskal III.
Jedna pjesma uspoređuje Beatricu s drevnim rimskim božicama i Isusovom majkom Marijom:
»Venera
nije imala ljepotu ove djevice,
Minerva nije imala njen um,
Junona nije imala njeno bogatstvo.
Nikad nije bilo druge osim Božje majke Marije,
a Beatrica je sretna što je ova nadvisuje.«
Beatrica se pojavljuje kao lik u roman Umberta Eca Baudolino.
Njezina je nasljednica bila Konstanca Sicilska.